# Exeggcute
Exeggcute (japanski: タマタマ Tamatama) jedan je od 1025 fiktivnih vrsta Pokémona iz medijske franšize Pokémon, skupa Pokémon videoigara, animiranih serija, manga stripova, knjiga, igraćih karata i drugih medija kojima je tvorac Satoshi Tajiri. Svrha je Exeggcutea u videoigrama, animiranoj seriji i manga stripovima, kao i svrha ostalih Pokémona, borba s divljim Pokémonima – neukroćenim stvorenjima koje igrači i likovi pronalaze dok kreću na razne avanture – i pripitomljenim Pokémonima drugih Pokémon trenera.

## Etimologijaimena
Exeggcutovo ime dolazi od engleskih riječi "egg" = jaje, na kojem se njegov lik djelomično temelji, i "execute" = izvršiti. 
Njegovo japansko ime igra je riječima "tama" = loptica, i "tamago" = jaje.

## Pokédex podaci
- Pokémon Red/Blue: Nerijetko ih pogrešno zamijene za jaja. Kada su ometani, hitro se skupljaju u skupine i napadaju u grupama.
- Pokémon Yellow: Glave se međusobno privlače i vrte se uokolo. Moraju biti prisutnih svih šest glava kako bi održali pravilnu ravnotežu.
- Pokémon Gold: Njihov je oklop veoma izdržljiv. Čak i ako napukne, može preživjeti bez izljevanja sadržaja.
- Pokémon Silver: Korštenjem telepatije koju samo oni mogu shvatiti, uvijek sačinjavaju skupinu od šest Exeggcutea.
- Pokémon Crystal: Ako je samo jedna jedinka odvojena od skupine, snažna energija koja ih povezuje istog će ih trena ponovo spojiti.
- Pokémon Ruby/Sapphire: Ovaj se Pokémon sastoji od šest jaja koja stvaraju blisko povezanu skupinu. Kada se na oklopima pojačano pojavljuju napukline, to je znak nadolazeće evolucije.
- Pokémon Emerald: Sastoji se od šest jaja koja se međusobno brinu jedni o drugima. Jaja se vrte uokolo i međusobno se privlače. Kada se na oklopu pojavljuju napukline u sve većem broju, to je znak nadolazeće evolucije.
- Pokémon FireRed: Iako više nalikuju jajima, otkriveno je kako su živa bića nalik biljnim sjemenkama.
- Pokémon LeafGreen: Nerijetko ih pogrešno zamijene za jaja. Kada su ometani, hitro se skupljaju u skupine i napadaju u grupama.
- Pokémon Diamond/Pearl: Šest jaja međusobno komuniciraju telepatijom. Mogu se hitro sakupiti ako se odvoje.

## U videoigrama
U Pokémon Red, Blue, Yellow, FireRed i LeafGreen, Exeggcuta se može pronaći u Safari zoni. U posljednje dvije igre može ga se pronaći i u Šumi bobica. U Pokémon Gold, Silver i Crystal, Exeggcuta se može pronaći samo na jedan način, a taj je tresući stabla koristeći napad Glavom kroza zid (Headbutt).

## Tehnike
| Prirodne tehnike                 | Prirodne tehnike | Prirodne tehnike |
| -------------------------------- | ---------------- | ---------------- |
| Tehnika                          | Vrsta tehnike    | Razina           |
| Pomutnja (Uproar)                | Normalni         |                  |
| Prepreka (Barrage)               | Normalni         |                  |
| Hipnoza (Hypnosis)               | Psihički         |                  |
| Odbijanje (Reflect)              | Psihički         | 7                |
| Zametak pijavice (Leech Seed)    | Travnati         | 11               |
| Sjemeni metci (Bullet Seed)      | Travnati         | 17               |
| Omamljujuća spora (Stun Spore)   | Travnati         | 19               |
| Otrovni prah (PoisonPowder)      | Otrovni          | 21               |
| Uspavljujući prah (Sleep Powder) | Travnati         | 23               |
| Zbunjivanje (Confusion)          | Psihički         | 27               |
| Sjemenka brige (Worry Seed)      | Travnati         | 33               |
| Dar prirode (Natural Gift)       | Normalni         | 37               |
| Sunčeva zraka (SolarBeam)        | Travnati         | 43               |
| Psihička (Psychic)               | Psihički         | 47               |

## Statistike
| HP:      | 60 |  |
| Attack:  | 40 |  |
| Defense: | 80 |  |
| Special: | 60 |  |
| SpAtk:   | 60 |  |
| SpDef:   | 45 |  |
| Speed:   | 40 |  |

Statistika Special korištena je samo tijekom prve generacije; kasnije je podijeljenja na Special Attack i Special Defense statistike.

## U animiranoj seriji
Exeggcute se prvi put pojavio u epizodi 45, gdje je pripadao mađioničaru Melvinu. Exeggcute je nenamjerno hipnotizirao Asha da sluša sve Melvinove naredbe. Melvin koristi Asha kako bi mu uhvatio hrpu Exeggutora, ali kada se oni počnu neprimjereno ponašati, Melvinov Exeggcute evoluira u Exeggutora i prisili Exeggutore da hipnotiziraju jedan drugog, što uzrokuje njihovu opću pomahnitalost i divljanje.